# ФК Емен
Фудбалски клуб Емен је професионални холандски фудбалски клуб из Емена. Основан је 1925. године, а домаће утакмице игра на стадиону Де Ауде Мердајк.

## Историја
Клуб је током своје историје највише играо у другом рангу холандског фудбала. Први пут су се у Ередивизију пласирали 2018. преко плеј-офа. Након три сезоне у највишем рангу, испали су из лиге на крају сезоне 2020/21. такође преко плеј-офа.